# Cinq-Mars-la-Pile
Cinq-Mars-la-Pile – miejscowość i gmina we Francji, w Regionie Centralnym, w departamencie Indre i Loara.
Według danych na rok 1990 gminę zamieszkiwało 2370 osób, a gęstość zaludnienia wynosiła 118 osób/km² (wśród 1842 gmin Regionu Centralnego Cinq-Mars-la-Pile plasuje się na 156. miejscu pod względem liczby ludności, natomiast pod względem powierzchni na miejscu 658.).